# Смолкин, Глеб Борисович
Глеб Борисович Смолкин (27 августа 1999, Санкт-Петербург, Россия) — российский и грузинский фигурист, выступающий в танцах на льду с Дианой Дэвис. Сын Бориса Смолкина.
С 2023 года Смолкин и Дэвис представляют Грузию. Ранее они выступали за Россию и были победителями Warsaw Cup (2021), серебряными призёрами чемпионата России (2022) и участниками Олимпийских игр (2022).
По состоянию на 13 января 2024 года пара занимает 24-е место в рейтинге Международного союза конькобежцев (ИСУ).

## Биография
Родился в Санкт-Петербурге в семье актёра Бориса Смолкина и концертмейстера Светланы. В детстве посещал музыкальную школу и увлекался фехтованием. Фигурным катанием начал заниматься по предложению матери. Отец не был в восторге от нового занятия сына, но и не препятствовал.
В марте 2022 года Глеб Смолкин и его партнёрша по танцам на льду Диана Дэвис заключили брак в округе Кларк (США, штат Невада).

## Карьера

### Начало
Глеб Смолкин встал на коньки в возрасте 6 лет. Тренироваться начал в качестве одиночника в Академии фигурного катания под руководством Евгения Рукавицына и Кирилла Давыденко. Соревновательный дебют фигуриста состоялся на первенстве России в возрасте 9 лет, а в 12 стал кандидатом в мастера спорта. Глеб показывал успехи, завоёвывая призовые места в своей возрастной категории, на внутрироссийских стартах, однако в возрасте 15 лет прекратил тренировки и решил заниматься футболом. Смолкин вошёл в состав санкт-петербургского «Локомотива» и даже принял участие в первенстве России по пляжному футболу. Через год возобновил тренировки по фигурному катанию, сменив дисциплину на танцы на льду, и переехал в Москву. Первой партнёршей на льду стала Екатерина Миронова, потом Смолкин тренировался со Светланой Лизуновой, но успехов с ними добиться не удалось.

### Сезон 2018—2019
В начале сезоне Глеб Смолкин и Диана Дэвис (дочь тренера по фигурному катанию Этери Тутберидзе) приступили к совместными тренировкам. Тренерами пары стали Светлана Алексеева, Елена Кустарова и Ольга Рябинина.
Осенью 2018 года Глеб вместе с Дианой стали третьими на этапе серии юниорского Гран-при в Чехии и на турнире Volvo Open Cup, получили серебряные медали на турнире Tallinn Trophy и на вторых Российско-китайских молодёжных играх.
В феврале 2019 года фигуристы приняли участие в финале Кубка России по фигурному катанию в Нижнем Новгороде, лидировали после ритм-танца, но после исполнения произвольного расположились на второй строчке итоговой турнирной таблицы.

### Сезон 2019—2020
Летом 2019 года стало известно, что пара будет тренироваться в США у Игоря Шпильбанда.
Под руководством нового тренера фигуристы завоевали серебряные медали на каждом из двух этапов серии юниорского Гран-при — в американском Лейк-Плэсиде и в Челябинске. В США фигуристы получили 160,17 балла, уступив американскому дуэту Эвонли Нгуен и Вадиму Колеснику, а в Челябинске —158,24 балла, допустив ошибку на комбинированном вращении в произвольной программе. Благодаря успешному выступлению пара получила право выступать в финале серии.
В ноябре 2019 года фигуристы получили первую золотую медаль в карьере на турнире Volvo Open Cup в Риге, набрав 167,17 балла.
В декабре Диана и Глеб неудачно выступили в финале серии Гран-при среди юниоров, проводившемся в итальянском Турине, где заняли последнее шестое место с результатом 152,21 балла.
В феврале 2020 года пара получила бронзовые медали первенства России среди юниоров в Саранске, набрав 180,97 балла.
Сезон фигуристы завершили в Таллине на юниорском Чемпионате мира, расположившись на пятой строчке в итоговом зачёте, с результатом 165,22 балла.

### Сезон 2020—2021
Диана Дэвис и Глеб Смолкин были вынуждены пропустить сезон.
Соревнования юниоров на международном уровне были отменены из-за пандемии коронавируса, а этапы Кубка России фигуристы пропустили из-за травмы и длительного восстановления партнёрши. Однако федерация приняла решение допустить их к участию в финале Кубка России. В первый соревновательный день в ритм-танце спортсмены допустили помарку, во второй день в произвольном танце выступили без ошибок, получили 112,16 балла за технику и за компоненты. По сумме двух программ набрали 186,38 балла и победили в финале Кубка России по фигурному катанию среди юниоров.

### Сезон 2021—2022
Для фигуристов сезон стал дебютным на взрослом уровне.
На международном турнире U.S. International Classic в Норвуде Диана Дэвис и Глеб Смолкин показали второй результат в ритм-танце, набрав 75,21 балла. В произвольном танце также стали вторыми с результатом 115,42 балла. В итоговом зачёте стали серебряными призёрами турнира.
В конце октября Диана и Глеб дебютировали на взрослом этапе серии Гран-при Skate Canada в Ванкувере, показав яркие прокаты. После ритмичного танца занимали седьмое место с результатом 70,66 балла, после произвольного танца смогли подняться на пятую позицию в общем зачёте, улучшив личные рекорды в произвольной программе на 11 баллов и на 15 общую сумму за две программы.
В ноябре фигуристы приняли участие в двух международных соревнованиях, входящих в серию «Челленджер». Остановились в шаге от пьедестала на Cup of Austria с результатом 184,62 балла за две программы. На турнире Warsaw Cup лидировали после ритм-танца, за две программы набрали 199,90 балла и заняли первое место.
На чемпионате России, в ритмическом танце с 83,99 баллами, заняли третье место. В произвольном танце получили 123,71 балла, став вторыми. В итоге стали серебряными призёрами чемпионата России.
В январе 2022 года фигуристы выступили на чемпионате Европы, проводившемся в эстонской столице Таллине, где показали седьмой результат. За произвольный танец получили от судей 113,29 балла и в сумме 186,61.
По решению Федерации фигурного катания на коньках России танцевальный дуэт Диана Дэвис и Глеб Смолкин вошли в состав российской олимпийской команды фигуристов. На Олимпиаде пара заняла 14 место, набрав 179,82 баллов по сумме двух программ.

### Сезон 2023—2024
5 июня 2023 федерация фигурного катания на коньках Грузии объявила о переходе пары Дэвис/Смолкин под флаг Грузии.
В августе пара с результатом 191,82 балла по результатам двух программ выиграла Ice Dance International в США.
В октябре с результатом 191,84 балла пара заняла первое место на Budapest Trophy.
В 2024 году Дэвис и Смолкин сменили тренерскую команду. Они покинули группу Алексея Килякова в США, перебравшись в «самую доминирующую школу фигурного катания» — Ice Academy of Montreal.

## Программы
| Сезон     | Ритмический танец | Произвольный танец | Показательные номера |
| --------- | --- | --- | --- |
| 2023—2024 | - Bad - Liberian Girl - Cheater Майкл Джексон | - Suite (из балета «Лебединое озеро») П. И. Чайковский в исполнении Риккардо Мути - Nina's Dream - Power, Seduction, Cries - Perfection (из фильма «Чёрный лебедь») Клинт Мэнселл хореография: Елена Новак, Алексей Киляков | |
| 2022—2023 | Не участвовали в соревнованиях | Не участвовали в соревнованиях | Не участвовали в соревнованиях                                                                                                  |
| 2021—2022 | - Boom Boom Pow The Black Eyed Peas - Bom Bidi Bom (из фильма «На пятьдесят оттенков темнее») Ник Джонас и Ники Минаж хореография: Паскуале Камерленго и Адриенна Ленда | - El Tango de Roxanne в исполнении Юэн Макгрегор, Хосе Фелисиано и Яцек Коман - Your Song в исполнении Юэн Макгрегор и Алессандро Сафина (из фильма «Мулен Руж!») хореография: Паскуале Камерленго и Адриенна Ленда         | - Ev’rybody Wants to Be a Cat (из мультфильма «Коты-аристократы») Фил Харрис хореография: Игорь Шпильбанд и Паскуале Камерленго |
| 2020—2021 | - Ev’rybody Wants to Be a Cat (из мультфильма «Коты-аристократы») Фил Харрис хореография: Игорь Шпильбанд и Паскуале Камерленго                                         | - El Tango de Roxanne в исполнении Юэн Макгрегор, Хосе Фелисиано и Яцек Коман - Your Song в исполнении Юэн Макгрегор и Алессандро Сафина (из фильма «Мулен Руж!») хореография: Паскуале Камерленго и Адриенна Ленда         | |
| 2019—2020 | - Ev’rybody Wants to Be a Cat (из мультфильма «Коты-аристократы») Фил Харрис хореография: Игорь Шпильбанд и Паскуале Камерленго                                         | - Always Watching You - Love Is Gone Питер Чинкотти хореография: Игорь Шпильбанд, Паскуале Камерленго | |
| 2018—2019 | - Танго: Oblivion Астор Пьяццолла - Танго: Por una Cabeza в исполнении Il Divo хореография: Михаил Колегов                                                              | - Los Muertos Vivos Estan Tambuco - Writing’s on the Wall (из фильма «007: Спектр») Сэм Смит хореография: Михаил Колегов | - Diamonds Рианна |

## Результаты

### Выступления за Грузию
С Дианой Дэвис
| Соревнования                        | 23/24         | 24/25         |
| Международные                       | Международные | Международные |
| ----------------------------------- | ------------- | ------------- |
| Чемпионат Европы                    | 8             | 8             |
| Челленджеры. Budapest Trophy        | 1             |               |
| Челленджеры. Мемориал Ондрея Непелы | 2             |               |
| Челленджеры. Мемориал Дениса Тена   | 1             |               |
| Lake Placid Ice Dance International | 1             |               |

### Выступления за Россию
С Дианой Дэвис
| Соревнования                 | 18/19         | 19/20         | 20/21         | 21/22         |
| Международные                | Международные | Международные | Международные | Международные |
| ---------------------------- | ------------- | ------------- | ------------- | ------------- |
| Олимпийские игры             |               |               |               | 14            |
| Чемпионаты Европы            |               |               |               | 7             |
| Этапы Гран-при. Skate Canada |               |               |               | 5             |
| Челленджеры. Cup of Austria  |               |               |               | 4             |
| Челленджеры. Warsaw Cup      |               |               |               | 1             |
| U.S. Classic                 |               |               |               | 2             |
| Национальные                 |               |               |               |               |
| Чемпионаты России            |               |               |               | 2             |
| Первенство России            | 9             | 3             |               |               |
| Финал Кубка России           |               |               | 1 юн.         |               |
| Международные среди юниоров  |               |               |               |               |
| Чемпионат мира среди юниоров |               | 5             |               |               |
| Финал Гран-при среди юниоров |               | 6             |               |               |
| Этапы Гран-при. США          |               | 2             |               |               |
| Этапы Гран-при. Россия       |               | 2             |               |               |
| Volvo Open Cup               | 3             | 1             |               |               |
| Гран-при Чехии               | 3             |               |               |               |
| Tallinn Trophy               | 2             |               |               |               |